# Reviga
Reviga é uma comuna romena localizada no distrito de Ialomiţa, na região de Muntênia. A comuna possui uma área de 77.44 km² e sua população era de 3119 habitantes segundo o censo de 2007.